# شش بنیان‌گذار

شش بنیانگذار جوامع اروپایی

شش کشور بنیان‌گذار جوامع اروپایی (که با نام‌های شش عضو نخستین یا شش بنیان‌گذار و به اختصار شش نیز شناخته می‌شوند) به شش کشوری بازمی‌گردد که در آغاز، پایه‌های اتحادیه اروپا را بنا نهادند: بلژیک، فرانسه، آلمان باختری، ایتالیا، لوکزامبورگ و هلند. این کشورها، اعضای اصلی جوامع اروپایی بودند؛ نهادهایی که بعدها اتحادیه اروپا جایگزین آن‌ها گردید. این شش کشور که به سبب جایگیری‌شان در بخش باختری نقشه اروپا به این نام آوازه یافتند، در مقابل هفت کشور تجارت آزاد اروپا قرار داشتند که رویکرد تجارت آزاد را پیشه کرده بودند.

## تاریخچه
سال ۱۹۵۰ میلادی:
پس از پایان جنگ جهانی دوم، چند کشور اروپای غربی در اندیشهٔ ایجاد همگرایی در اروپا بودند. سرانجام، در نهم مه ۱۹۵۰ میلادی (نوزدهم اردیبهشت ۱۳۲۹ خورشیدی)، رابرت شومان، وزیر امور خارجهٔ وقت فرانسه، طرحی را برای تقویت و تعمیق همکاری‌های میان کشورهای اروپایی ارائه کرد. در این طرح، پیشنهاد یکپارچه‌سازی صنایع زغال‌سنگ و فولاد کشورهای اروپای غربی مطرح شد.‌
سال ۱۹۵۱ میلادی:
در هجدهم آوریل ۱۹۵۱ میلادی (بیست‌ونهم فروردین ۱۳۳۰ خورشیدی)، شش کشور اروپایی با امضای پیمانی در پاریس، جامعهٔ زغال‌سنگ و فولاد اروپا (ECSC) را بنیان گذاشتند. هدف این جامعه، نظارت مشترک بر صنایع زغال‌سنگ و فولاد و جلوگیری از بروز جنگ‌های آینده بود. همچنین، بر اساس طرح شومان، این کشورها دیگر نمی‌توانستند به‌تنهایی تسلیحات نظامی علیه یکدیگر تولید کنند. جامعهٔ زغال‌سنگ و فولاد اروپا در سال ۱۹۵۲ به‌طور رسمی آغاز به کار کرد.‌
۲۵ مارس ۱۹۵۷ – پیمان‌های رم:
با تکیه بر دستاوردهای جامعهٔ زغال‌سنگ و فولاد، شش کشور بنیان‌گذار دامنهٔ همکاری‌های خود را به سایر بخش‌های اقتصادی گسترش دادند. آن‌ها این گسترش را با امضای دو پیمان رسمی‌سازی کردند که به تأسیس جامعهٔ اقتصادی اروپا (EEC) و جامعهٔ انرژی اتمی اروپا (Euratom) انجامید. این دو نهاد از اول ژانویهٔ ۱۹۵۸ فعالیت خود را آغاز کردند.‌
۱۹ مارس ۱۹۵۸ – تأسیس پارلمان اروپا:
نخستین نشست «مجلس مجمع اروپا»، که بعدها به پارلمان اروپا تبدیل شد، در شهر استراسبورگ فرانسه برگزار شد. رابرت شومان به‌عنوان نخستین رئیس این مجلس برگزیده شد. این نهاد جایگزین «مجلس مشترک جامعهٔ زغال‌سنگ و فولاد اروپا» شد و در ۳۰ مارس ۱۹۶۲ نام خود را به «پارلمان اروپا» تغییر داد.‌

## شش عضو در برابر هفت عضو
هفت کشور بنیان‌گذار انجمن تجارت آزاد اروپا که در برابر شش کشور بنیان‌گذار جامعه اقتصادی اروپا قرار داشتند، با ادغام سیاسی و ارزی مخالفت کرده و در سال ۱۹۶۰ با تشکیل انجمن تجارت آزاد اروپا (EFTA) مسیر متفاوتی را در پیش گرفتند. با گذشت زمان، پنج کشور از اعضای اولیهٔ این انجمن از آن خارج شده و به جامعه اقتصادی اروپا پیوستند. در حال حاضر، انجمن تجارت آزاد اروپا همچنان با چهار عضو شامل دو کشور قدیمی‌تر (نروژ و سوئیس) و دو عضو جدیدتر (ایسلند و لیختن‌اشتاین) به فعالیت خود ادامه می‌دهد.

آبی : نشان دهنده شش کشور بنیان گذار جوامع اروپایی سبز : هفت کشور بنیان‌گذار انجمن تجارت آزاد اروپا

| شش کشور بنیان‌ گذار                                          | هفت کشور بنیان‌گذار انجمن تجارت آزاد اروپا در ۱۹۶۰           |
| ----------------------------------------------------------- | ----------------------------------------------------------- |
| - بلژیک - فرانسه - ایتالیا - لوکزامبورگ - هلند - آلمان غربی | - اتریش - دانمارک - نروژ - پرتغال - سوئد - سوئیس - بریتانیا |

## گسترش اتحادیه اروپا و برگزیت
بحران سوئز در سال ۱۹۵۶ برای بریتانیا آشکار ساخت که دیگر قادر به ایفای نقش یکه‌تاز در گستره جهانی نیست و باید به همکاری با ایالات متحده آمریکا و جوامع اروپایی روی آورد. در سال ۱۹۶۰، بریتانیا به همراه دانمارک، ایرلند و نروژ درخواست عضویت در این جوامع را ارائه کردند. با این حال، شارل دوگل، رئیس‌جمهور وقت فرانسه، عضویت بریتانیا را «اسب تروای» منافع ایالات متحده تلقی کرد و آن را نپذیرفت.در ۱۱ مه ۱۹۶۷، هر چهار کشور دوباره درخواست خود را مطرح کردند. با جانشینی ژرژ پمپیدو به جای شارل دوگل در مقام ریاست‌جمهوری فرانسه، مانع قبلی برداشته شد و مذاکرات در سال ۱۹۷۰ آغاز شد. دو سال بعد، پیمان‌های پیوستن امضا شد و همه کشورهای متقاضی، به جز نروژ (که در همه‌پرسی سال ۱۹۷۲ عضویت را رد کرد)، به جامعه اروپا پیوستند.در سال ۱۹۸۱، یونان نیز به جمع اعضای جامعه اروپا پیوست و شمار کشورهای عضو به ده رسید. پس از تحولات دموکراتیک در پرتغال، این کشور به همراه اسپانیا در سال ۱۹۸۶ از انجمن تجارت آزاد اروپا (EFTA) خارج شده و به جوامع اروپایی ملحق شدند. در سال ۱۹۹۵، سوئد، اتریش و فنلاند (که در سال ۱۹۸۶ به EFTA پیوسته بودند) به این جمع دوازده‌نفره پیوستند. به این ترتیب، تنها نروژ و سوئیس به عنوان اعضای باقی‌مانده از هفت کشور تجارت آزاد اروپا باقی ماندند، هرچند EFTA در این میان دو عضو تازه (ایسلند و لیختن‌اشتاین) را نیز پذیرفته بود.از سوی دیگر، شمار اعضای جوامع اروپا، که اکنون با نام اتحادیه اروپا (EU) شناخته می‌شود، به ۲۸ کشور افزایش یافته بود. با اجرایی شدن برگزیت و خروج بریتانیا از اتحادیه اروپا در ۳۱ ژانویه ۲۰۲۰، پس از برگزاری همه‌پرسی در ژوئن ۲۰۱۶ و مذاکرات سیاسی بعدی، اتحادیه اروپا اکنون ۲۷ عضو دارد.

## جستار های وابسته
- جلسه آریلوس
- چهار تیم برتر (اروپای غربی)
- گروه کرایووا
- گروه پزشکی اتحادیه اروپا
- اتحادیه اروپا سه
- گسترش اتحادیه اروپا
- منطقه اقتصادی اروپا
- انجمن تجارت آزاد اروپا
- اروپای چند سرعته
- انصراف‌ها در اتحادیه اروپا
- توافقنامه شنگن
- گروه ویسگراد